# 1735 en arts plastiques
| Années des arts plastiques : 1732 - 1733 - 1734 - 1735 - 1736 - 1737 - 1738    |
| Décennies des arts plastiques : 1700 - 1710 - 1720 - 1730 - 1740 - 1750 - 1760 |

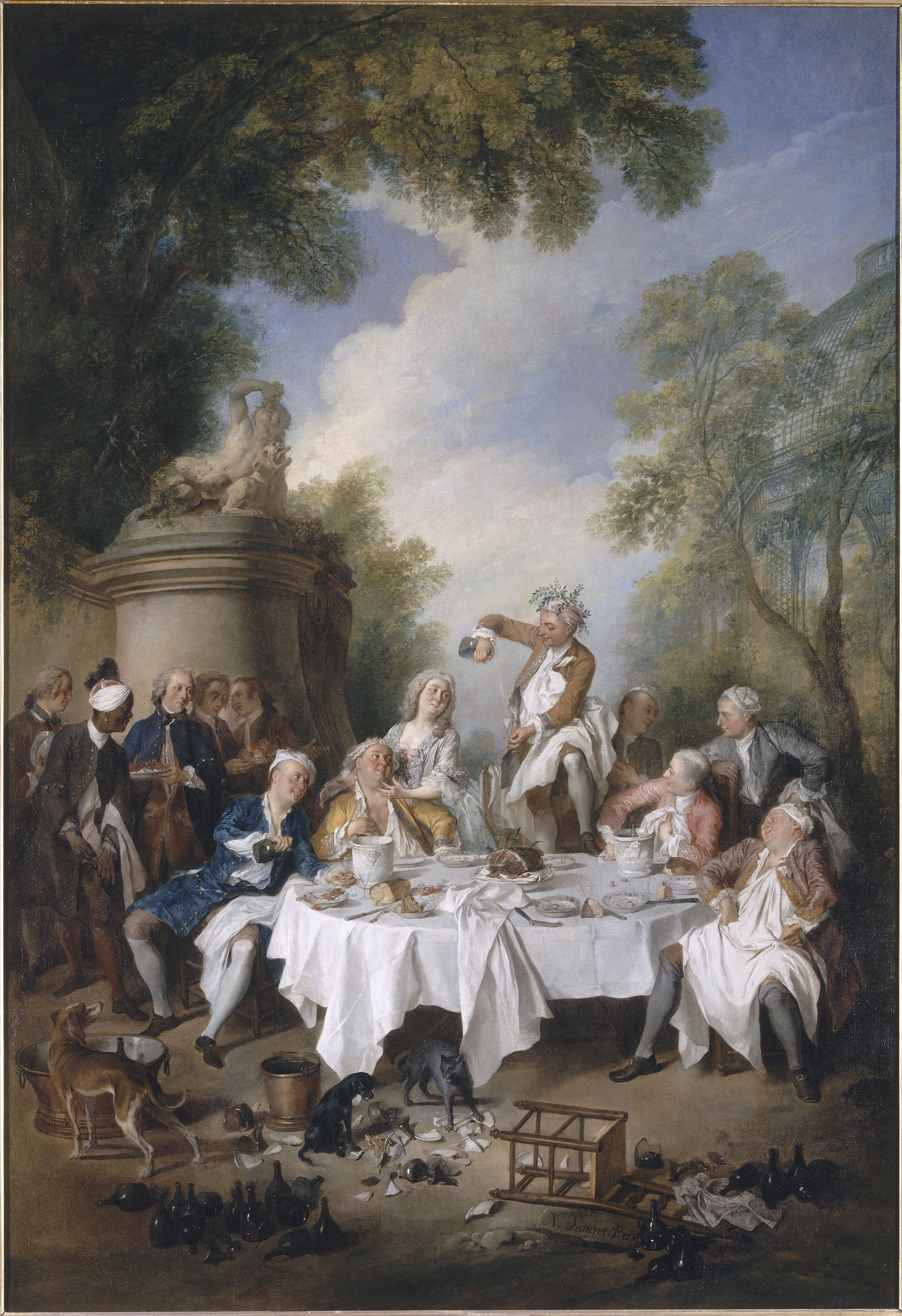
Déjeuner de jambon, toile de Nicolas Lancret, musée Condé, Chantilly.

Cette page concerne l'année 1735 en arts plastiques.

## Événements
- La loi britannique appelée Engraving Copyright Act est votée par le Parlement de Grande-Bretagne. Il stipule des droits d'auteur pour protéger les œuvres originales des graveurs.

## Œuvres
- Le Déjeuner de jambon, tableau de Nicolas Lancret.
- Le Déjeuner d'huîtres, tableau de Jean-François de Troy.

## Naissances
- 3 mai : Caspar Wolf, peintre suisse († 6 octobre 1783),
- 29 mai : Marie-Geneviève Navarre, peintre portraitiste et miniaturiste française († 7 septembre 1795),
- 16 juin : Nicolas-Bernard Lépicié, peintre français († 15 septembre 1784),
- 28 juin : Jean-Pierre Houël, graveur, dessinateur et peintre français († 14 novembre 1813),
- 10 juillet : Ulrika Pasch, peintre suédoise († 2 avril 1796),
- 5 novembre : Léonard Defrance, peintre liégeois († 1805),
- ? :
  - Dmitri Levitski, peintre russe († avril 1822),
  - Biagio Rebecca, peintre italien († 22 février 1808),
  - Étienne de La Vallée-Poussin, peintre d’histoire et décorateur français († 18 novembre 1802).

## Décès
- 1er juillet : Jean Ranc, peintre français (° 28 janvier 1674),
- 16 juillet :  Lorenzo del Moro, peintre italien (° 16 décembre 1677),
- 11 décembre : Antoine Rivalz, peintre français (° 1667),
- Date précise inconnue :
  - Antonio Beduzzi, peintre, scénographe et architecte baroque italien (° 1675),
  - Antonio Dardani, peintre baroque italien (° 1677).